# Yūki Shōji
Yūki Shōji (jap. 昌治 結城 Shōji Yūki ; ur. 5 lutego 1927 w Tokio – zm. 24 stycznia 1996) – pisarz japoński.
Mimo słabego zdrowia (jako gruźlik spędzał dużo czasu na kuracjach) ukończył Szkołę Handlową; następnie pracował przez jakiś czas w prokuraturze. 
Jako pisarz po raz pierwszy został wyróżniony w 1959, gdy wygrał konkurs na powieść detektywistyczną za nowelę Kanchū-sue'ei (Pływanie podczas zimna). Utwory detektywistyczne stanowiły istotną część jego twórczości i zapewniły mu dużą popularność. Do tego gatunku należała też nagrodzona przez Stowarzyszenie Japońskich Twórców Literatury Detektywistycznej powieść Yoru no owaru toki (Kiedy noc się kończy). Z kolei nagrodę Naokiego w 1970 otrzymał za zbiór opowiadań dziejących się w armii japońskiej podczas II wojny światowej Gunki hatameku moto ni (U podnóża powiewającej flagi).
Sześć powieści Shōjiego zostało sfilmowanych, w tym Gunki... (Pod sztandarem wschodzącego słońca, reż. Kinji Fukasaku, 1972).